# Obsjtina Rudozem
Obsjtina Rudozem (bulgariska: Община Рудозем) är en kommun i Bulgarien.   Den ligger i regionen Smoljan, i den södra delen av landet, 190 km sydost om huvudstaden Sofia.
Obsjtina Rudozem delas in i:
- Vojkova lăka
- Gramade
- Elchovets
- Plovdivtsi
- Ribnitsa
- Tjepintsi
- Sopotot
- Ravninata
- Bjala reka

I omgivningarna runt Obsjtina Rudozem växer i huvudsak lövfällande lövskog. Runt Obsjtina Rudozem är det ganska glesbefolkat, med 27 invånare per kvadratkilometer.